# Guardia (lotta)

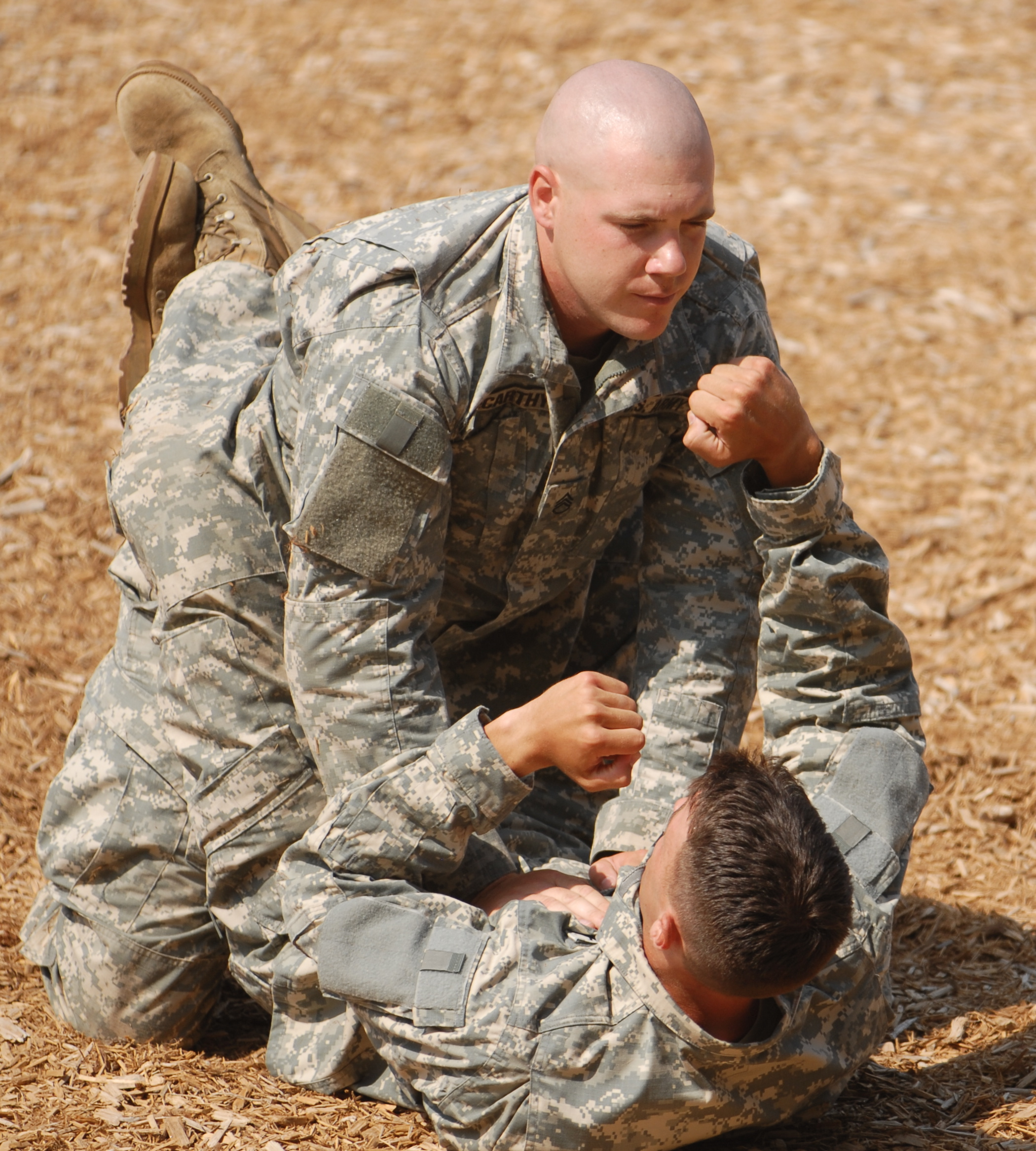
Guardia chiusa standard, dimostrazione da parte degli US Army Rangers.

La guardia è una posizione nel combattimento al suolo nel quale uno dei due combattenti ha la schiena a terra, ma al contempo cerca di controllare l'avversario utilizzando principalmente le sue gambe.
Negli sport da combattimento basati sul grappling puro, la guardia è considerata una posizione vantaggiosa, poiché chi è schiena a terra può difendersi e al tempo stesso contrattaccare con varie prese di sottomissione il suo avversario, la cui priorità principale è di cercare di evadere la guardia (o "passare la guardia") per poter ottenere una posizione maggiormente dominante e condurre il suo gioco. Nelle arti marziali miste o nel combattimento corpo a corpo in generale, è possibile colpire efficacemente dalla posizione in cima alla guardia, anche se chi si difende esercita un certo controllo; pertanto la posizione spesso è considerata invece, in questi casi, relativamente svantaggiosa.
Esistono vari tipi di guardia, ciascuna con le proprie caratteristiche positive o negative.
La guardia è una parte chiave del Brazilian Jiu-Jitsu, in cui è usata come posizione offensiva e permette di applicare numerose tecniche che sfruttano la presenza di un keikogi. Per contro, nella submission grappling, la mancanza dell'indumento impone un controllo maggiormente fisico e ravvicinato. Seppur non incoraggiata dal regolamento, la guardia è presente anche nel judo, dove non è formalmente denominata ma che viene a volte chiamata "dō-osae" (in lingua giapponese "presa del tronco"). Nel catch wrestling viene chiamata "forbice frontale del corpo" o "front body scissor".